# Dracophyllum latifolium
Dracophyllum latifolium (Engels: needle-leaved neinei of spider wood, Maori: neinei) is een plantensoort uit de heidefamilie (Ericaceae). Het is een hoge struik die groeit in spichtige bosjes. De struik heeft brede neerhangende grasachtige bladeren die groeien aan de uiteinden van de takken. Jonge bladeren hebben een roodachtige kleur. De bloemen staan in een stevige dichte roodachtige aar.
De soort komt voor op het Noordereiland van Nieuw-Zeeland. Hij groeit in zowel laagland als sub-alpiene gebieden. In het noorden van het Noordereiland komt de struik vaak voor in kauri-bossen, waar hij groeit op liefelijke tot steile hellingen in rivierdalen en langs oevers van stroompjes. Ten zuiden van Auckland komt hij vaker voor in bergachtige gebieden, waar hij vaak groeit in nevelwouden en sub-alpien struikgewas op berghellingen en richels. In sommige gebieden groeit het samen op met de soort Dracophyllum traversii.

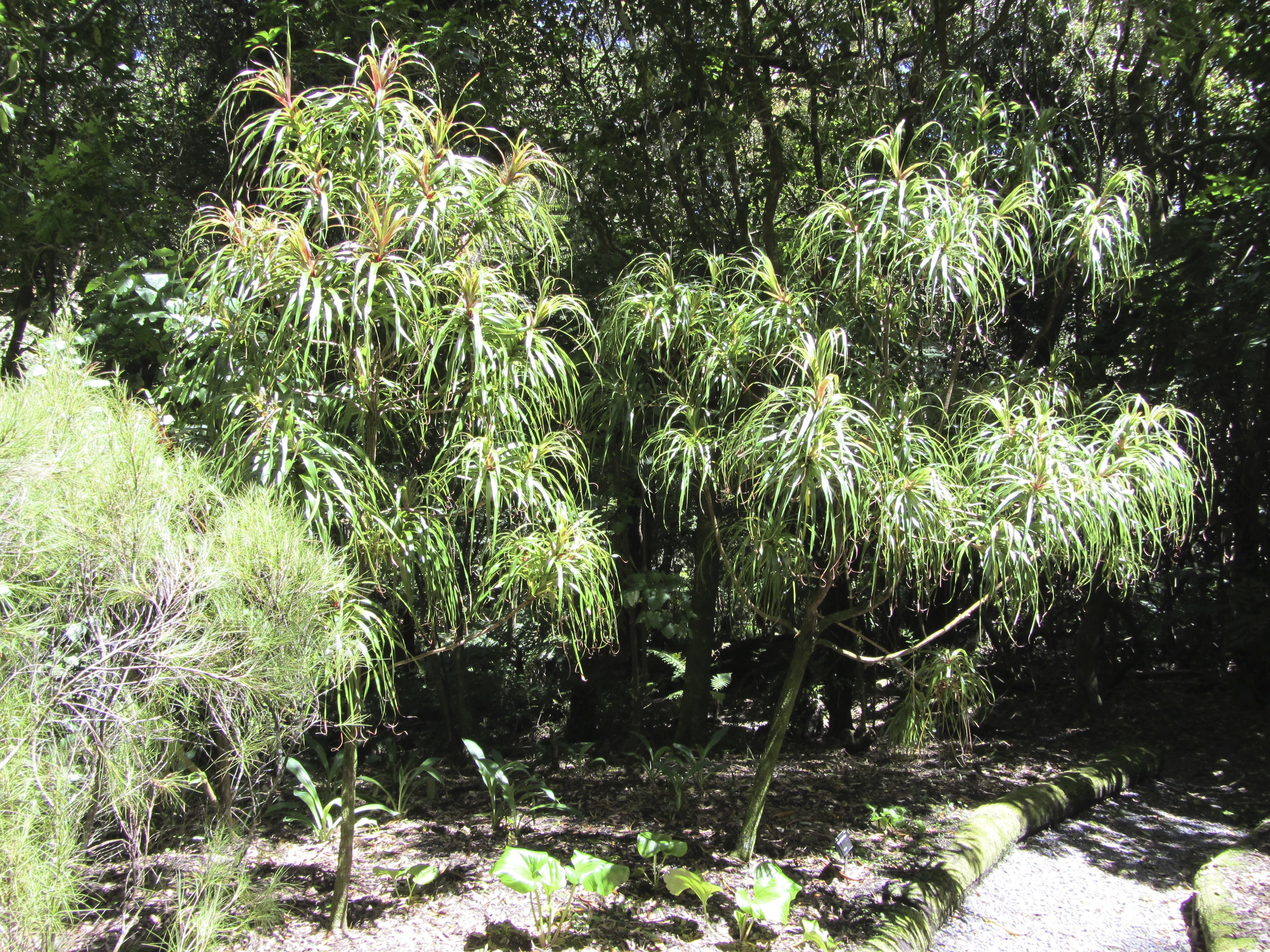
Enkele struiken